# 建国军政制置府
建国军政制置府（1922年10月2日—11月2日）是徐树铮在福建建立的割据政权，仅存在1个月。

## 沿革
1922年陈炯明发动六一六事变后，许崇智率粤军退到福建，同依附直系的福建督军李厚基冲突。1922年9月末，皖系徐树铮率旅长尹同愈、团长齐闇农及孙象震等人自上海经浙江仙霞岭抵达福建南平。徐树铮说服驻延平的王永泉同许崇智合作攻打李厚基。他们策划先占领福建，再助卢永祥占领江苏，会同驻广西的滇军进攻武汉，到时奉军将第二次入山海关，击败直系曹锟、吴佩孚，从而完成反直三角同盟（即皖系、奉系、孙中山）的目标。 
10月2日，徐树铮通电宣布“建国军政制置府”成立，自任“总领建国军政制置事宜”，称将根据《建国铨真》（徐树铮著）处理全部军政与民政事务，不到全中国统一并成立正统政府之时，不接受任何人的命令，“惟以至诚至敬，尊合肥段上将军祺瑞、中山孙先生文，为领导国家根本人物，服从其谋义”，“何日见此二老共践尊位，发号施令，树铮即日束身归罪，听候质讯，即令头血洒地，亦甘矣”。 
1922年10月12日，许崇智、王永泉击败李厚基。10月17日，徐树铮入福建福州。18日，徐树铮以“建国军政制置府”的名义，任命王永泉为福建总抚，统管福建省军政与民政事宜。后来孙中山建议实行军民分治，徐树铮乃任命王永泉为福建总司令，林森为福建省省长。但没过多久，因王永泉不满徐树铮，徐树铮于11月2日离开福建赴上海，建国军政制置府也随之宣告结束。 